# Versionsgeschichte des Internet Explorers
Im Folgenden wird die Versionsgeschichte des Webbrowsers Internet Explorer genauer beschrieben.

## Versionstabelle
Dies ist die ausführliche Versionstabelle aller bisher erschienenen Versionen von Internet Explorer. Sie enthält Alpha-Versionen, Beta-Versionen und Freigabekandidaten des Hauptversionszweiges, sowie Sicherheits- und Stabilitätsaktualisierungen. Des Weiteren sind in der Tabelle auch Informationen über geplante Versionen enthalten, die von Microsoft angekündigt wurden.

### IE 5

Logo (IE4 und IE5)

| Internet Explorer 5.0 Beta 1 |  | 2. Juni 1998      | |
| Internet Explorer 5.0 Beta 2 |  | 15. November 1998 | Bidirektionaler Text, <ruby> |
| Internet Explorer 5.0        |  | 18. März 1999     | Version für Windows 98 SE, letztmals in einer 16-Bit-Version veröffentlicht und damit letzte Version für Windows 3.1 und NT 3.51 |
| Internet Explorer 5.01       |  | 8. November 1999  | Version für Windows 2000 |
| Internet Explorer 5.5 Beta 1 |  | 25. Dezember 1999 | |
| Internet Explorer 5.5        |  | 8. Juli 2000      | Version für Windows Me, letzte Version für Windows 95                                                                            |
| Internet Explorer 5.6        |  | 18. August 2000   | Version für Windows Whistler (build 2257)                                                                                        |
| Legende:Alte Version         |  |                   | |

### IE 6
| Internet Explorer 6 Public Preview (Beta) | 6.0.2462       | 24. März 2001     | –                                                         |
| Internet Explorer 6.0                     | 6.00.2600      | 27. August 2001   | –                                                         |
| Internet Explorer 6.0 SP1                 | 6.00.2800.1106 | 9. September 2002 | letzte Version für Windows 98, Me, NT 4.0 und 2000        |
| Internet Explorer 6.05                    | 6.05           | 1. Oktober 2003   | Version für Windows Longhorn                              |
| Internet Explorer 6.0 SP2                 | 6.00.2900.2180 | 9. August 2004    | Internet Explorer 6.0 SP2 ist im Windows XP SP2 enthalten |
| Internet Explorer 6.0 SP3                 | 6.00.2900.5512 | 6. Mai 2008       | Internet Explorer 6.0 SP3 ist im Windows XP SP3 enthalten |
| Legende:Alte Version                      |                |                   |                                                           |

### IE 7
| Internet Explorer 7 Beta 1              |  | 27. Juli 2005    |  |
| Internet Explorer 7 Beta 2 Preview      |  | 31. Januar 2006  |  |
| Internet Explorer 7 Beta 2              |  | 24. April 2006   |  |
| Internet Explorer 7 Beta 3              |  | 29. Mai 2006     |  |
| Internet Explorer 7 Release Candidate 1 |  | 24. August 2006  |  |
| Internet Explorer 7                     |  | 18. Oktober 2006 |  |
| Legende:Alte Version                    |  |                  |  |

### IE 8
| Internet Explorer 8 Beta 1            | 8.0.6001.17184 | 5. März 2008      |                               |
| Internet Explorer 8 Beta 2            | 8.0.6001.18241 | 27. August 2008   |                               |
| Internet Explorer 8 Partner Build     | 8.0.6001.18343 | 10. Dezember 2008 |                               |
| Internet Explorer 8 Release Candidate | 8.0.6001.18372 | 26. Dezember 2008 |                               |
| Internet Explorer 8                   | 8.0.6001.18702 | 19. März 2009     | letzte Ausgabe für Windows XP |
| Legende:Alte Version                  |                |                   |                               |

### IE 9
| Name                                   | Version        | Veröffentlichung   | Acid3-Punkte | Wesentliche neue Funktionen |
| -------------------------------------- | -------------- | ------------------ | ------------ | --- |
| Internet Explorer 9 Platform Preview 1 | 9.7745.6019    | 16. März 2010      | 55/100       | Unterstützung für CSS3 und SVG und eine neue JavaScript-Engine namens Chakra. |
| Internet Explorer 9 Platform Preview 2 | 9.7766.6000    | 5. Mai 2010        | 68/100       | Verbesserte JavaScript-Performance |
| Internet Explorer 9 Platform Preview 3 | 9.7874.6000    | 23. Juni 2010      | 83/100       | Unterstützung von HTML5-Audio, HTML5-Video, und Canvas-Tags und WOFF. |
| Internet Explorer 9 Platform Preview 4 | 9.7916.6000    | 4. August 2010     | 95/100       | JavaScript-Engine in den Kernbrowser integriert. |
| Internet Explorer 9 Platform Preview 5 | 9.7930.16406   | 15. September 2010 | 95/100       | Neues Icon. |
| Internet Explorer 9 Beta               | 9.0.7930.16406 | 15. September 2010 | 95/100       | Neue Benutzeroberfläche. |
| Internet Explorer 9 Platform Preview 6 | 9.8006.6000    | 28. Oktober 2010   | 95/100       | CSS3 2D Transformationen und HTML5 Semantic-Tags. |
| Internet Explorer 9 Platform Preview 7 | 9.8023.6000    | 17. November 2010  | 95/100       | Verbesserte JavaScript-Performance. |
| Internet Explorer 9 Platform Preview 8 | 9.8080.16413   | 10. Februar 2011   | 95/100       | Performance, Interoperabilitätsverbesserungen und die Option, Websites zu erlauben, den Aufenthaltsort des Benutzers zu bestimmen. |
| Internet Explorer 9 Release Candidate  | 9.0.8080.16413 | 10. Februar 2011   | 95/100       | Verbesserte Performance, InPrivate Filtering umbenannt zu Tracking Protection, ein überarbeitetes User Interface, breitere Unterstützung von Webstandards, die Option, eine weitere Tab-Reihe hinzuzufügen und weitere Verbesserungen. |
| Internet Explorer 9                    | 9.0.8112.16421 | 15. März 2011      | 100/100      | für 32- und 64-Bit-Windows; bietet u. a. verbesserte Stabilität, verbesserte Tracking Protection und die Möglichkeit mehrere Ziele je Seite anzupinnen; zudem wurden u. a. folgende Nachbesserungen (Updates) ausgegeben: 9.0.10 (am 21. Sept. 2012), 9.0.26 (am 8. April 2014), 9.0.29 (am 8. Juli 2014) 9.0.30 (am 12. August 2014) und 9.0.31 (am 9. September 2014) letzte Nachbesserung: Support wurde seitens Microsoft eingestellt. (am 12. Januar 2016) |
| Legende:Alte Version                   |                |                    |              | |

### IE 10

Logo (IE10 und IE11)

| Internet Explorer 10 Platform Preview 1 | 10.1000.16349   | 12. April 2011     | Bessere Unterstützung für CSS3 |
| Internet Explorer 10 Platform Preview 2 | 10.1008.16519   | 29. Juni 2011      | Bessere Unterstützung von HTML5: unterstützt HTML 5 Sandbox, File reader API HTML 5 Forms, JavaScript Web Worker und CSS3 Floats, bessere Unterstützung von JavaScript und für CSS3 |
| Internet Explorer 10 Platform Preview 3 | 10.0.8102.0     | 13. September 2011 | Internet Explorer 10 Developer Preview (Pre-Beta); Version aus Windows 8 Developer Preview (Windows 8 Pre-Beta): Benutzeroberfläche, erste Metro-Version, aber auch als „normale“ Desktop-Version, bessere Unterstützung von CSS und CSS3, bessere Darstellung von 3D-Inhalten, neue Rechtschreibprüfung |
| Internet Explorer 10 Platform Preview 4 | 10.0.8103.0     | 29. November 2011  | bessere Unterstützung von HTML5, speziell von CORS, File API Writer, Typed Arrays und CSS3 sowie bessere Leistung |
| Internet Explorer 10 Platform Preview 5 | 10.0.8250.0     | 29. Februar 2012   | Internet Explorer 10 Consumer Preview (Beta); Version aus Windows 8 Consumer Preview (Windows 8 Beta): Bessere Unterstützung von HTML5 und verbesserte Leistung |
| Internet Explorer 10 Platform Preview 6 | 10.0.8400.0     | 31. Mai 2012       | Internet Explorer 10 Release Preview (RC); Version aus Windows 8 Release Preview (Windows 8 RC): Bessere Unterstützung von HTML5 und verbesserte Leistung |
| Internet Explorer 10                    | 10.0.9200.16384 | 25. Juli 2012      | Internet Explorer 10 für Windows 8 |
| Internet Explorer 10                    | 10.0.9200.16721 | 8. Oktober 2013    | Internet Explorer 10 für Windows 8 |
| Internet Explorer 10                    | 10.0.9200.16521 | 26. Februar 2013   | Internet Explorer 10 für Windows 7 |
| Legende:Alte Version                    |                 |                    | |

### IE 11
| Internet Explorer 11                                                           | 11               | 17. Oktober 2013 | Veröffentlichung als Bestandteil von Windows 8.1. Am 6. November 2013 Veröffentlichung der Version für Windows 7 und Windows Server 2008; verbesserte Unterstützung von Webstandards; Nutzung des nun systemweit verfügbaren VoIP-Client Skype, Lesemodus für Webseiten, der den reinen Textanteil schlicht formatiert anzeigt; die „Teilen“-Funktion umfasst jetzt auch das Anfertigen von Screenshots, die per Mail oder Twitter weitergereicht werden können; der Support für den IE 11 wurde am 15. Juni 2022 endgültig eingestellt; Windows-Versionen vor und einschließlich Windows 8.1 erhalten keine Internet-Explorer-Sicherheitsupdates mehr; in Windows 10 und 11 wurde der Aufruf des IE, mittels eines Updates, nahezu unbrauchbar gemacht |
| Internet Explorer Modus in Microsoft Edge                                      | basierend auf 11 | Juli 2019        | Im Juli 2019 wurde in Microsoft Edge 78 der Internet-Explorer-Modus eingeführt. Damit lassen sich innerhalb der Edge-Oberfläche Webseiten mit der Rendering-Engine des Internet Explorer 11 darstellen, sogar dessen ActiveX-Erweiterungen werden dabei ausgeführt. Der unmittelbare Aufruf der IE-Oberfläche (ohne Edge) hingegen wurde aus Windows 10 und 11 nahezu entfernt. Dieser IE-Modus erhält mindestens bis 2029 Unterstützung durch Microsoft, also auch Sicherheitsupdates auf bis dahin unterstützten Windows-Versionen. |
| Legende:Ältere Version; nicht mehr unterstütztÄltere Version; noch unterstützt |                  |                  | |